# NGC 2998
NGC 2998 ist eine Balken-Spiralgalaxie mit aktivem Galaxienkern vom Hubble-Typ SBc im Sternbild Großer Bär am Nordsternhimmel. Sie ist schätzungsweise 214 Millionen Lichtjahre von der Milchstraße entfernt und hat einen Durchmesser von etwa 170.000 Lj. 

Im selben Himmelsareal befinden sich u. a. die Galaxien NGC 3005, NGC 3006, NGC 3008, NGC 3009.
Das Objekt wurde am 15. Januar 1788 von dem deutsch-britischen Astronomen William Herschel mit einem 48-cm-Teleskop entdeckt.